# Parc de Majolan
Der Parc de Majolan (Park von Majolan) ist der erhaltene Teil der ehemals viel größeren Parkanlage des Schlosses Dulamon.

## Geografische Lage
Der Park gehört heute der Gemeinde Blanquefort, einem Vorort von Bordeaux, an deren Westrand er liegt. Er entwickelt sich um einen künstlichen See. Die ehemals höher gelegenen Teile, die sich in nördlicher Richtung einen Hang hinauf erstreckten, wo auch das Schloss steht, sind heute teils überbaut, teils anders verwendet und als Teil des Parks nicht mehr erkennbar. Der Park wird von dem Bach Jalle von Westen nach Osten durchflossen.

## Geschichte
1862 hatte Joseph Prom das Weingut Dulamon in Blanquefort gekauft. Nach seinem Tod 1871 gelangte es in die Hände seines Schwiegersohnes, Gustave Piganeau, Mitinhaber der führenden Bank im benachbarten Bordeaux. Er ließ das vorhandene Herrenhaus abreißen und an seiner Stelle ein Landschloss durch den Architekten Jules Lafargue errichten. Wann der umgebende Park gestaltet wurde, ist nicht bekannt – vermutlich in der ersten Hälfte der 1870er Jahre. Der verantwortliche Gartenarchitekt war Louis Lucy Le Breton. 1896 verlieh ihm die Société d’hoticulture, kurz vor seinem Tod, eine Goldmedaille für die beiden von ihm geschaffenen Parkanlagen von Dulamon / Majolan und Bourran. Das Gelände umfasste ursprünglich etwa 80 ha, es gab einen Zoo, einen Muster-Bauernhof und einen separaten Tanzsaal. All dies befand sich im nördlichen Teil des Grundstücks und existiert nicht mehr. Zwischen dem oberen und dem unteren Teil des Parks lag ein Hang, der überwiegend mit Weinstöcken bepflanzt war.
Aufgrund der Topografie befand sich am südlichen Ende des Grundstücks ein etwa 20 ha großes, sumpfiges Gelände. Um das als Park gestalten zu können, musste mit dem Wasser umgegangen werden. So wurde ein etwa 4 ha großer See angelegt, darin zwei unterschiedlich große Inseln. Der Aushub wurde dazu verwendet, einen Teil des übrigen Geländes zu erhöhen und trocken zu legen.
Das Weingut Dulamon befand sich bis zum Ende des 19. Jahrhunderts im Besitz von Gustave Piganeau. Als dessen Bank 1898 in eine finanzielle Schieflage geriet, erschoss er sich. Die gesamte Domäne wurde – bis auf das Schloss – parzelliert und verkauft. Das Schloss nutzte die Witwe noch bis in die 1920er Jahre. Heute beherbergt es eine Privatschule. Den unteren, relativ unberührt gebliebenen Parkteil erwarb 1975 die Gemeinde und sanierte ihn 2007/2008 umfassend.

## Beschreibung

### Anlage
Aufgrund der Größe des Sees bleibt an drei Seiten bis zur Parkgrenze nur ein schmaler Geländestreifen, der gerade für einen Beltwalk ausreicht. Das Wegenetz ist heute sehr weitmaschig und nach Norden, wo der Park endet und heute die Bebauung beginnt, willkürlich abgeschnitten. Eine Reihe kleinerer Wege, die nach alten Planunterlagen Ende des 19. Jahrhunderts vorhanden waren, gibt es heute nicht mehr.

### Grotte
Am Nordufer des Sees, dem Ufer, das dem Schloss am nächsten liegt, ist eine riesige, mehrgeschossige Grottenanlage platziert. Höhlenartig öffnet sich die Hauptgrotte zum See. Davor befindet sich ein spitzer Fels mit Belvedere. 10–12 m überspannende Gewölbe bilden die äußere Raumschale für die Grotte. Darin konnten dann das labyrinthische Gangsystem, Stalaktiten und Stalagmiten relativ frei aus Eisenbeton gestaltet werden. Dabei wurden 10 Tonnen Armierungseisen verbaut. Zur äußeren Verkleidung der Konstruktion dienten 6000 m³ Bruchstein. Die Anlage konnte seeseitig mit dem Boot angefahren werden und besaß landseitig zwei Zugänge die im „Felsen“ kaschiert waren und ursprünglich nur über je einen versteckten Mechanismus geöffnet werden konnten. Den einen Zugang erreicht der Besucher durch einen Rocaillegarten, den anderen durch ein kleines Tal.
Da die Anlage privaten Zwecken diente und nicht für größeren Publikumsverkehr gedacht war, konnten die Gänge völlig unübersichtlich, schmal und mit vorspringenden Felsen besetzt gestaltet werden. Die engen, dunklen Gänge und Treppen öffnen sich unvermittelt in die große Eingangshöhle oder den zentralen Raum. Der hat eine Mittelstütze und die Wände bestanden aus Aquarien – gestalterisch ein Nachfolger des unterirdischen Aquariums, das auf der Weltausstellung in Paris 1867 stark beeindruckt hatte. Die Aquarien sind baulich erhalten, die Scheiben aber ausgebrochen.

### Staffagebauten

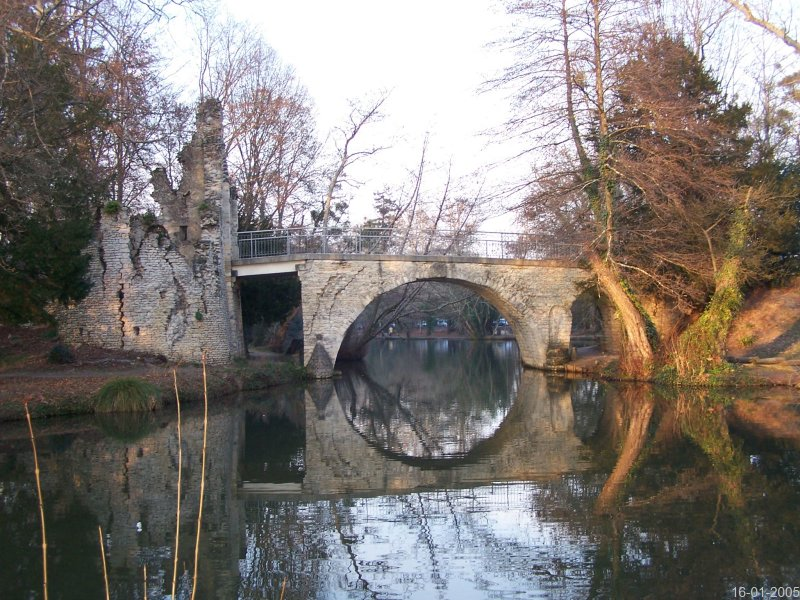
Pont du donjon

- Der Pont du donjon am südöstlichen Eingang zum Park ist eine Brücke, kombiniert mit einer romantischen Ruinenarchitektur, die das finale Verfallsstadium einer Burg vorspiegelt. Außen zwar mit Kalkstein gestaltet ist der Kern des Bauwerks Eisenbeton.[8]

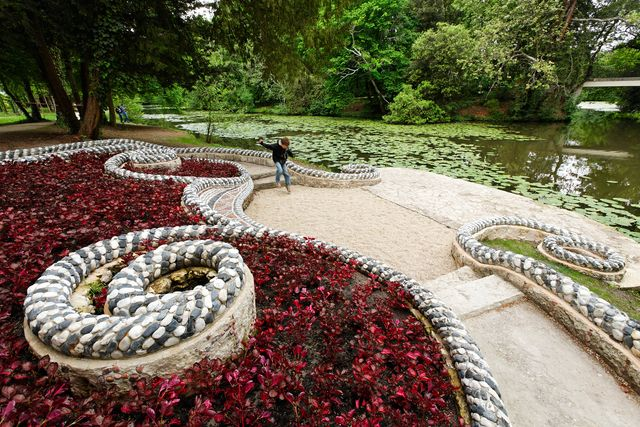
Bootsanlegestelle

- Ein zweiter Zugang dieser Art, eine Kombination aus Ruine und Brücke, wenn auch nicht so spektakulär gestaltet, befindet sich in der Nordost-Ecke des Park Majolan.
- Eine Bootsanlegestelle am Südrand des Sees wird durch eine ausladende zweiläufige Treppenanlage vom Beltwalk her erschlossen und von kräftig ausgebildeten Zement-Voluten gefasst, in die farbige Kiesel eingelassen sind.[9]

## Wissenswert
Die Anlage ist ein Kulturdenkmal und auf der französischen Denkmalliste eingetragen.
Der gleiche Architekt, Jules Lafargue, hat für den Bruder von Gustave Piganeau, Léopold Piganeau, dessen Landschloss Bourran in Mérignac gebaut.